# Hilaira incondita
Hilaira incondita es una especie de araña tejedora de sábana perteneciente al género Hilaira, de la familia Linyphiidae, orden Araneae. Fue descrita por L. Koch en 1879.

## Descripción
El prosoma del macho mide 1,5 mm de longitud y el de la hembra 1,4 mm.

## Distribución
Se distribuye por Rusia, desde Europa hasta el extremo noreste y en América del Norte, en Canadá.